# Operación Aspides
«Operación Aspides»: También conocida como EUNAVFOR Aspides, es la operación militar de la Unión Europea (UE) en respuesta a los ataques hutíes contra el transporte marítimo internacional en el Mar Rojo. A diferencia de la Operación Guardián de la Prosperidad liderada por Estados Unidos, los funcionarios de la UE han subrayado la naturaleza "puramente defensiva" de Eunavfor Aspides. El objetivo de la operación es proporcionar escolta a los buques mercantes de la zona, defenderse de ataques y aumentar la vigilancia marítima en la región. El nombre de la operación proviene de la palabra griega que significa escudos.

## Antecedentes
Desde el comienzo de la guerra entre Israel y Gaza, el movimiento hutí ha estado atacando y secuestrando barcos que cruzan el Mar Rojo, afirmando que es en respuesta al contraataque israelí en la Franja de Gaza después del ataque de Hamás contra Israel el 7 de octubre.
Desde el comienzo de los ataques, al menos cuatro barcos con bandera de países de la Unión Europea han sido atacados por los hutíes.

## Misión
El 8 de febrero, los Estados miembros de la UE tomaron la decisión en el Consejo de la Unión Europea de iniciar la Operación Aspides, que comenzará el 19 de febrero y durará un año, con su base de operaciones en Grecia y a cargo de las operaciones esta una oficial de la Armada Griega.
El objetivo de la operación es, según el Servicio Europeo de Acción Exterior, proteger a los buques mercantes contra ataques, acompañarlos y reforzar el conocimiento de la situación marítima en la región.  Por lo tanto, tiene un mandato "puramente defensivo", algo que también han subrayado los funcionarios de la UE, en contraste con la Operación Guardián de la Prosperidad liderada por Estados Unidos. La misión tiene instrucciones de coordinarse estrechamente con la Operación Atalanta, otra misión naval liderada por la UE en la región en general.

## Estructura de fuerza
El cuartel general operativo de EUNAVFOR ASPIDES es el cuartel general operativo de la Unión Europea Helénica (EL EU OHQ) en Larissa, Grecia, dirigido por el comandante de la operación, el comodoro griego Vasileios Gryparis. 
El Servicio Europeo de Acción Exterior ha indicado que 130 funcionarios estarán destinados en la sede operativa.
El 22 de febrero, el Gobierno de Suecia anunció que Suecia enviaría personal militar para participar en la Operación Apsides. Suecia enviará inicialmente cuatro oficiales de estado mayor con la posibilidad de aumentar el número a diez.
El 28 de marzo, el gobierno de Estonia anunció que un miembro de las Fuerzas de Defensa de Estonia participará en la operación.
El comandante de la fuerza en el Mar Rojo es el contraalmirante italiano Stefano Costantino, basado en el destructor italiano Caio Duilio.
| Barco                      | Nacionalidad                                     | Clases                  | Notas | Referencia           |
| -------------------------- | ------------------------------------------------ | ----------------------- | --- | -------------------- |
| Caio Duilio (D 554)        | * Italia Marina Militare                         | Destructor              | Operación Buque insignia (operation Flagship) | [ 19 ]               |
| Virginio Fasan (F591)      | * Italia Marina Militare                         | Fragata                 | - | [ 20 ]               |
| Federico Martinengo (F596) | * Italia Marina Militare                         | Fragata                 | - | [ 20 ]               |
| Hessen (F221)              | * Alemania: Deutsche Marine                      | Fragata                 | Embarks 2 Sea Lynx Mk88A | [ 21 ] [ 22 ] [ 23 ] |
| Louise-Marie               | * Bélgica: Componente Marino del Ejército Belga  | Fragata                 | - | [ 24 ] [ 22 ]        |
| Fragata griega Hydra       | * Grecia: Armada Griega                          | Fragata                 | - | [ 22 ] [ 18 ]        |
| Languedoc (D653)           | * Francia: Marina Nacional francesa              | Fragata                 | - | [ 25 ]               |
| Alsace (D656)              | * Francia: Marina Nacional francesa              | Fragata                 | | [ 26 ]               |
| HNLMS Tromp                | * Países Bajos : Armada Real de los Países Bajos | Fragata                 | Desplegado bajo la Operación Guardián de la Prosperidad, para brindar "apoyo asociado" a la Operación Aspides.                                                         | [ 27 ]               |
| HNLMS Karel Doorman        | * Países Bajos : Armada Real de los Países Bajos | Buque de apoyo conjunto | Se desplegará de mayo a agosto en el marco de la operación Aspides, para prestar "apoyo asociado" a la Operación Guardián de la Prosperidad.                           | [ 28 ] [ 29 ]        |
| Forbin (D620)              | * Francia Marina Nacional francesa               | Destructor              | - | [ 30 ]               |
| Psara                      | * Grecia: Armada Griega                          | Fragata                 | Reemplaza a Hydra , llegó al área de operaciones en junio de 2024. | [ 31 ] [ 32 ]        |
| Andrea Doria (D 553)       | * Italia: Marina Militare                        | Destructor              | Entró en la zona de operaciones el 20 de julio de 2024, reemplazando a la fragata italiana Virginia Fasan, sirviendo como buque insignia desde el 8 de agosto de 2024. | [ 33 ]               |
| Chevalier Paul (D621)      | * Francia Marina Nacional francesa               | Fragata                 | | [ 34 ]               |

## Cronología de eventos
El 27 de febrero, la fragata Hessen se enfrentó y destruyó dos drones hutíes.
El 2 de marzo, la fragata griega Hydra pasó el Canal de Suez para unirse a la operación en el Mar Rojo.
El mismo día, el destructor italiano Caio Duilio derribó un misil hutí sobre el Mar Rojo. El misil estaba a 6,4 kilómetros (4 millas) del destructor antes de ser derribado. El 12 de marzo, el Ministerio de Defensa italiano informó que el Caio Duilio había derribado dos drones hutíes en defensa propia.
El 13 de marzo, la fragata griega derribó 2 drones hutíes.
El 20 de marzo, un helicóptero de la Armada francesa desplegado en la zona del Golfo de Adén, el Estrecho de Bab el-Mandeb y el Mar Rojo para luchar contra los rebeldes hutíes derribó un dron, la primera vez que esto sucede.
El 21 de marzo, un helicóptero Sea Lynx Mk88A de la Armada alemana atacó y destruyó un buque de superficie no tripulado (USV) cuando se acercaba a un convoy civil remolcado.  El mismo día, la fragata francesa Alsacia derribó tres misiles balísticos hutíes.
Hasta el 26 de marzo de 2024 , los franceses habían disparado 22 misiles Aster.

El 6 de abril, la fragata alemana Hessen interceptó un misil lanzado desde territorio controlado por los hutíes.
El 6 de abril, la fragata alemana Hessen interceptó un misil lanzado desde territorio controlado por los hutíes.
El 25 de abril, la fragata griega Hydra disparó contra dos aviones no tripulados en el marco de su misión en el golfo de Adén. Según los informes, el incidente ocurrió mientras la fragata se encontraba desplegada para proteger a un buque mercante en la ruta marítima. Según se informa, la fragata griega disparó contra dos vehículos aéreos no tripulados (UAV) utilizando su cañón de 127 mm: un dron fue derribado y el otro alteró su rumbo alejándose del buque mercante.
El 27 de abril se resolvieron las cuestiones que afectaban al despliegue de la fragata belga Louise-Marie y el barco puso rumbo a la zona de operaciones en el Mar Rojo.
El 8 de mayo, el Ministerio de Defensa de los Países Bajos anunció que el Karel Doorman sufría problemas técnicos con uno de sus sistemas de armas, lo que retrasó su despliegue en el Mar Rojo. Informes independientes confirman que los problemas están relacionados con el Goalkeeper CIWS, que se consideró en pleno funcionamiento tras su salida de los Países Bajos el 21 de abril. Después de partir de la base naval de Creta el 2 de mayo, fue avistado allí nuevamente el 4 de mayo, donde esperó reparaciones hasta zarpar hacia la zona de operaciones el 10 de mayo. 
El 13 de junio, el buque mercante Verbena fue alcanzado por un misil hutí. Un miembro de la tripulación gravemente herido fue evacuado a Karel Doorman para recibir tratamiento médico.
El 15 de junio, el Comando de la Fuerza pasó del contraalmirante italiano Stefano Costantino al comodoro holandés George Pastoor, desempeñando el cargo a bordo del Karel Doorman.
El 7 de julio, la fragata griega Psara repelió un ataque de cuatro drones lanzado por los hutíes y derribó dos de ellos.
El 20 de julio, el destructor italiano Andrea Doria se unió a la zona de operaciones, en reemplazo de la fragata italiana Virginio Fasan, que se encontraba saliendo de la zona. 
El 8 de agosto, el mando pasó del comodoro holandés George Pastoor a bordo del Karel Doorman, que partió de la zona, al comodoro italiano Massimu Bonu a bordo del destructor italiano Andrea Doria.
El 21 de agosto, toda la tripulación del petrolero Sounion fue rescatada mientras el barco se desplazaba a unas 77 millas náuticas (143 km; 89 mi) al oeste del puerto de Al Hudaydah, utilizando la fragata francesa Chevalier Paul para evacuar a la tripulación a la cercana Yibuti el 22 de agosto de 2024.
Mientras participaba en operaciones de rescate, La fragata Chevalier Paul avistó un barco explosivo hutí que se acercaba y lo atacó y destruyó con éxito con los cañones Narwhal de 20 mm de la fragata.

### Controversias
Diversas organizaciones políticas y sociales de izquierda italianas convocaron en el mes de marzo una manifestación contra la participación de Estado Italiano en la operación naval europea Aspides, en el Mar Rojo.